# Фридерик Ягеллончик
Фридерик Ягеллончик (пол. Fryderyk Jagiellończyk; 27 квітня 1468, Краків — 14 березня 1503, там само) — католицький релігійний діяч, архієпископ гнєзненський і примас Польщі, єпископ краківський.

## Життєпис
Шостий син Казимира IV Ягеллончика і Ельжбети Габсбурзької (Австрійської). Не мав шансів на одержання престолу, таким чином звернувся до церкви. Після смерті єпископа Яна Жешовського був вибраний 13 квітня 1488 року єпископом краківським. Його батько хотів, щоб він прийняв також посаду єпископа-князя Вармінського, але вармінська капітула вибрала в 1489 році німецького купця Лукаса Ваценроде (вуйка Миколая Коперника).
Після смерті Збігнева Олесницького вибраний був також архієпископом гнєзненським і примасом Польщі (2 жовтня 1493), але не відмовився від краківського єпископального престолу. Таким чином, мав дві найпочесніші функції католицької церкві в Польщі. Крім того, 20 вересня 1493 року папа запросив його на посаду кардинала.